# ダグ・ラインハート
ダグラス・フランシス・ラインハート（Douglas Francis Reinhardt、1985年10月22日 - ）はアメリカ合衆国の野球選手、テレビジョンパーソナリティ。
彼はリアリティ・ドラマ番組『The Hills』のキャストとして有名。そして、野球選手としてはロサンゼルス・エンゼルス、ボルチモア・オリオールズのマイナーリーグで活動する。

## 生い立ち
彼はカリフォルニア州ロサンゼルスでダグラス・フランシス・ラインハートとして生まれた。両親が離婚するまでマリエッタで過ごし、離婚後は母ケリー・ロバーツと一緒にラグナ・ビーチに移り住んだ。妹のケイシー・レインハートは母ケリー・ロバーツ、父ジョン・ラインハートと共に『ラグナ・ビーチ』に出演している。ダグの継父はドゥエーン・ロバーツは冷凍ブリートの発明者である。
ダグは4歳の時から、そしてサンタ・マルガリータ・カトリック高等学校在学中にも野球をしていた。2007年にダグはボルチモア・オリオールズと契約した。膝の損傷により大学で勉強を続けるためにロサンゼルスに戻った。そこで彼は別に政治学と法律について学んでいる。

## 『フィールド』から『ザ・ヒルズ』まで
彼は膝を痛めた後、勉強もあったためロサンゼルスに戻った。彼はそこでローレン・コンラッドに出会った。そしてダグはローレンのボーイフレンドとして『ザ・ヒルズ』に出演するようになる。ローレンとの関係が終わった後も彼はローレンの友人として番組に出続けた。

## Fugen MobileとFun Facter
ダグはセル電話会社Fugen Mobileの共同設立者でCEOである。アメリカの携帯電話で同社は広告とマーケティング、着信音、グラフィック、ジョークなど多くを専門とする。19歳で大学でビジネスマンの友人を持った。現在彼らのクライアントにはソニーも含む。
ダグはFun Facterの共同設立者でもある。同社はカスタムメイドの着信音、ゲーム、星占いなどを専門とする着信音会社である。

## 私生活
ダグは『ザ・ヒルズ』の出演者であるローレン・コンラッドと短期間交際した。その後、女優アマンダ・バインズと交際。
2009年2月にパリス・ヒルトンと交際を開始した。2人は6月に破局したが、8月に復縁している。

## 出演

### テレビ番組
- ザ・ヒルズ シーズン4（2008年 - 現在）
- MTV My New BFF〜パリス・ヒルトンのベストフレンドを探せ!〜（2009年）